# Ryszard Karczmarski
Ryszard Karczmarski (ur. 6 kwietnia 1957 w Gdyni) – polski artysta fotograf. Członek rzeczywisty Związku Polskich Artystów Fotografików. Członek Zarządu Okręgu Lubelskiego ZPAF. Członek Foto-Klubu Ziemi Chełmskiej.

## Życiorys
Ryszard Karczmarski absolwent Uniwersytetu Marii Curie-Skłodowskiej w Lublinie (pedagogika, psychologia), związany z lubelskim środowiskiem fotograficznym – mieszka, pracuje, tworzy w Chełmie, gdzie od 1990 prowadzi autorską Galerię Atelier Elżbiety i Ryszarda Karczmarskich. Wcześniej pracował jako fotograf w Muzeum Ziemi Chełmskiej. Od 2000 miejsce szczególne w jego twórczości zajmuje fotografia otworkowa. W 1984 został członkiem Foto-Klubu Ziemi Chełmskiej. W 1996 zdobył uprawnienia mistrzowskie w dziedzinie fotografii. W 2001 został członkiem Związku Polskich Fotografów Przyrody. 
Ryszard Karczmarski jest autorem i współautorem wielu wystaw fotograficznych w Polsce i za granicą; indywidualnych, zbiorowych, poplenerowych oraz pokonkursowych – gdzie otrzymał wiele akceptacji, nagród, wyróżnień, dyplomów, listów gratulacyjnych. Jego fotografie były prezentowane m.in. w Armenii, na Białorusi, w Holandii, na Litwie, w Szwecji oraz Polsce. W 2001 został przyjęty w poczet członków rzeczywistych Okręgu Lubelskiego Związku Polskich Artystów Fotografików (legitymacja nr 799), w którym od 2003 pełnił funkcję prezesa Zarządu Okręgu Lubelskiego ZPAF. Obecnie pełni funkcję członka Zarządu Okręgu (kadencja na lata 2017–2020) oraz członka Prezydium Zarządu Głównego ZPAF (kadencja 2017–2020). Uczestniczy w pracach jury, w konkursach fotograficznych.
Ryszard Karczmarski w 2004 za twórczość artystyczną oraz pracę na rzecz fotografii i kultury został uhonorowany Nagrodą im. Kazimierza Andrzeja Jaworskiego. W 2008 otrzymał tytuł Zasłużony dla Lubelszczyzny. W 2022 otrzymał tytuł Zasłużony dla Miasta Chełm. Jego fotografie znajdują się w zbiorach m.in. Państwowego Muzeum na Majdanku.

## Odznaczenia
- Odznaka „Zasłużony Działacz Kultury” (1996)[15]
- Brązowy Medal „Zasłużony Kulturze Gloria Artis" (2017)[24][25][26]

## Wystawy indywidualne (wybór)
- Świat żagli – Galeria KMPiK (Chełm 1985)
- Fotografia – Galeria KMPiK (Chełm 1988)
- Fotografia – Filharmonia Lubelska (Lublin 1989)
- Fotografia – Galeria Sztuki Leninakan (Armenia 1990)
- Karczmarski – wystawa fotografii – Galeria KMPiK (Chełm 1996)
- Miejsca – Galeria Fotografii Ryszarda Karczmarskiego (Chełm 1998)
- Tematy sakralne – Dom Kultury (Krasnystaw 2000)
- Miejsca światłem malowane - Muzeum (Chełm 2002)
- Fotografia – MCK (Ostrowiec Świętokrzyski 2002)
- Fotografia – Kino Cytryna (Łódź 2003)
- Fotografia – Galeria Po Schodach MDK (Lublin 2004)
- Dotyk Światła – Galeria Fotografii B&B (Bielsko-Biała 2004)
- Studium Trzebiatowskiego – Galeria m (2004)
- Dotyk Światła – Centrum Targowe (Łódź 2005)
- Dotyk Światła – Portret – Galeria MDK (Koło 2005)
- Dotyk Światła – Stara Galeria ZPAF (Warszawa 2007)
- Miejsca Magiczne – Chełmska Biblioteka Publiczna (2016)[15]
- Drzewa – Galeria Ciasna (2017)[9]
- Kamera w podróży i Drzewa – Galeria na Piętrze (Żory 2018)[12]
- Trzy sonety, Krym 2013 – Nowohuckie Centrum Kultury (Kraków 2021)[27]
- Z pogranicza... (Muzeum Wsi Radomskiej w Radomiu – kurnik dworski z Konar 2022)[28]
- Dwa spojrzenia – Krym 2013 (Miejskie Centrum Kultury – Ostrowiec Świętokrzyski 2023)[29]
- Dwa spojrzenia – Krym 2013 (Galeria Fotografii Ratusz – Zamość 2024)[30]

Źródło

## Wystawy zbiorowe (wybór)
- Ogólnopolski konkurs dla Młodzieży Szkół Średnich FASFwP – Pałac Młodzieży (Warszawa 1973)
- Człowiek i jego praca – WDK (Bydgoszcz 1973)
- Żagle roku – Zamek Książąt Pomorskich (Szczecin 1974)
- II Ogólnopolski Konkurs Amatorskiej Fotografii – Artystyczna Sztuka Ludowa i Jej Twórcy – Muzeum Okręgowe (Chełm 1974)
- I Ogólnopolskie Spotkanie Młodych (Giżycko 1975)
- 7 FIAP-FOTO-FORUM Młodych 75 (NRD 1975)
- Chełmska Fotografia – PTF (Rzeszów 1984)
- IX Biennale Krajobrazu Polskiego – BWA (Kielce 1984)
- Czwarte Spotkania z Diaporamą (1985);
- Jubileuszowa Wystawa Fotografii Członków Foto Klubu Ziemi Chełmskiej – KMPiK (Chełm 1985)
- VII Prezentacje i Promocje 85 (1985)
- Susiec 85 – Muzeum Okręgowe (Chełm 1986)
- X Biennale Krajobrazu Polskiego – BWA (Kielce 1987)
- Krajobrazy Świata w fotografii polskich podróżników – Zachęta Narodowa Galeria Sztuki (Warszawa 1987)
- Prawosławie – WDK (Chełm 1988)
- Chełmskie Penetracje – WDK (Chełm 1989)
- Prawosławie – Muzeum Chełmskie (Chełm 1992)

Źródło

## Cykle fotograficzne
- Prawosławie
- Nocne pejzaże
- Pogranicze wschodniej Polski
- Drzewa[9]

Źródło

## Publikacje (albumy)
- Dotyk światła (2005)[9]